# Mnais semiopaca
Mnais semiopaca là loài chuồn chuồn trong họ Calopterygidae. Loài này được May mô tả khoa học đầu tiên năm 1935.